# Liste der Flughäfen in der Demokratischen Republik Kongo
Die Liste der Flughäfen in der Demokratischen Republik Kongo zeigt die zivilen Flughäfen des afrikanischen Staates Demokratische Republik Kongo, geordnet nach Orten.
| Ort               | ICAO-Code | IATA-Code | Name des Flughafens          |
| ----------------- | --------- | --------- | ---------------------------- |
| Aba               | FZJF      |           | Flughafen Aba                |
| Abumumbazi        | FZFE      |           | Flughafen Abumumbazi         |
| Aketi             | FZKN      |           | Flughafen Aketi              |
| Ango              | FZKO      |           | Flughafen Ango               |
| Aru               |           |           | Flughafen Aru                |
| Bandundu          | FZBO      | FDU       | Flughafen Bandundu           |
| Banga             | FZCI      |           | Flughafen Banga              |
| Banza Lute        | FZCL      |           | Flughafen Banza Lute         |
| Basankusu         | FZEN      | BSU       | Flughafen Basankusu          |
| Basengele         | FZBW      |           | Flughafen Basengele          |
| Basongo           | FZVR      | BAN       | Flughafen Basongo            |
| Bau               | FZFF      |           | Flughafen Bau                |
| Bena Dibele       | FZVO      |           | Flughafen Bena Dibele        |
| Beni              | FZNP      | BNC       | Flughafen Beni               |
| Beni              | FZNS      |           | Flughafen Wageni             |
| Beno              | FZBE      |           | Flughafen Beno               |
| Bibanga           | FZWB      |           | Flughafen Bibanga            |
| Bikoro            | FZBC      |           | Flughafen Bikoro             |
| Bindja            | FZBQ      |           | Flughafen Bindja             |
| Binga             | FZGE      |           | Flughafen Binga              |
| Boeli             |           |           | Flugplatz Boeli              |
| Boende            | FZGN      | BNB       | Flughafen Boende             |
| Bokada            | FZFG      |           | Flughafen Bokada             |
| Bokela            | FZDR      |           | Flughafen Bokela             |
| Boko              | FZCO      |           | Flughafen Boko               |
| Bokoro            |           |           | Flughafen Bokoro             |
| Bokungu           | FZGF      |           | Flughafen Bokungu            |
| Bolila            | FZGC      |           | Flughafen Bolila             |
| Bolongonkele      | FZBP      |           | Flughafen Bolongonkele       |
| Boma              | FZAJ      | BOA       | Flughafen Boma               |
| Bondo             | FZKP      |           | Flughafen Bondo              |
| Bongimba          | FZBB      |           | Flughafen Bongimba           |
| Bonkita           | FZBF      |           | Flughafen Bonkita            |
| Boshwe            | FZBK      |           | Flughafen Boshwe             |
| Boteka            | FZGT      |           | Flughafen Boteka             |
| Bukavu            | FZMA      | BKY       | Flughafen Bukavu-Kavumu      |
| Bukena            | FZRE      |           | Flughafen Bukena             |
| Bulape            | FZUL      |           | Flughafen Bulape             |
| Bulongo Kigogo    | FZMK      |           | Flughafen Bulongo Kigogo     |
| Bumba             | FZFU      | BMB       | Flughafen Bumba              |
| Bunia             | FZKA      | BUX       | Flughafen Bunia              |
| Busala            | FZCR      |           | Flughafen Busala             |
| Buta              | FZKJ      | BZU       | Flughafen Buta Zega          |
| Butembo           | FZMB      | RUE       | Flugplatz Butembo            |
| Dakwa             |           |           | Flughafen Dakwa              |
| Dekese            | FZVT      |           | Flughafen Dekese             |
| Diboko            | FZUP      |           | Flughafen Diboko             |
| Dikungu           | FZVP      |           | Flughafen Dikungu            |
| Dilolo            | FZSI      |           | Flughafen Dilolo             |
| Dingele           | FZVD      |           | Flughafen Dingele            |
| Dingila           | FZKB      |           | Flughafen Bambili-Dingila    |
| Djokele           | FZBL      |           | Flughafen Djokele            |
| Djolu             |           |           | Flughafen Djolu              |
| Doko              | FZJB      |           | Flughafen Doko               |
| Doruma            | FZJD      |           | Flughafen Doruma             |
| Dungu             |           |           | Flughafen Dungu              |
| Dungu             | FZJC      |           | Flughafen Dungu-Uye          |
| Engengele         | FZFC      |           | Flughafen Engengele          |
| Epulu             |           |           | Flughafen Epulu              |
| Faradje           | FZJK      |           | Flughafen Faradje            |
| Fatundu           | FZCT      |           | Flughafen Fatundu            |
| Fungurume         | FZQF      |           | Flughafen Fungurume          |
| Gandajika         | FZWC      | GDJ       | Flughafen Gandajika          |
| Gbado             | FZFV      |           | Flughafen Gbado              |
| Gbadolite         | FZFD      | BDT       | Flughafen Gbadolite          |
| Gemena            | FZFK      | GMA       | Flughafen Gemena             |
| Goma              | FZNA      | GOM       | Flughafen Goma               |
| Goyongo           | FZFJ      |           | Flughafen Goyongo            |
| Gwaka             | FZFW      |           | Flughafen Gwaka              |
| Idiofa            | FZCB      | IDF       | Flughafen Idiofa             |
| Idumbe            | FZVU      |           | Flughafen Idumbe             |
| Ikela             | FZGV      | IKL       | Flughafen Ikela              |
| Ilebo             | FZVS      | PFR       | Flugplatz Ilebo              |
| Imesse            | FZFB      |           | Flughafen Imesse             |
| Inga              | FZAN      |           | Flughafen Inga               |
| Ingende           | FZEI      |           | Flughafen Ingende            |
| Inongo            | FZBA      | INO       | Flughafen Inongo             |
| Ipeke             | FZBU      |           | Flughafen Ipeke              |
| Ishango           |           |           | Flughafen Ishango            |
| Ishasha           | FZNI      |           | Flughafen Ishasha            |
| Isiro             | FZJH      | IRP       | Flughafen Isiro              |
| Isongo            | FZBH      |           | Flughafen Isongo             |
| Ito               | FZCU      |           | Flughafen Ito                |
| Kabalo            | FZRM      | KBO       | Flughafen Kabalo             |
| Kabinda           | FZWT      | KBN       | Flughafen Tunta              |
| Kabombo           | FZRD      |           | Flughafen Kabombo            |
| Kahemba           | FZCF      |           | Flughafen Kahemba            |
| Kailo             | FZOO      |           | Flughafen Kailo              |
| Kajiji            | FZCK      |           | Flughafen Kajiji             |
| Kalemie           | FZRF      | FMI       | Flughafen Kalemie            |
| Kalima            | FZOC      |           | Flughafen Kamisuku           |
| Kalonda           | FZUV      |           | Flughafen Kalonda            |
| Kamina            | FZSB      | KMN       | Flughafen Kamina             |
| Kamina            | FZSB      |           | Flughafen Ville              |
| Kamituga          | FZPB      |           | Flughafen Kamituga           |
| Kampene           | FZOE      |           | Flughafen Kampene            |
| Kananga           | FZUA      | KGA       | Flughafen Kananga            |
| Kanene            | FZSE      |           | Flughafen Kanene             |
| Kaniama           | FZTK      | KNM       | Flughafen Kaniama            |
| Kansimba          | FZRK      |           | Flugplatz Kansimba           |
| Kapanga           | FZSK      | KAP       | Flugplatz Kapanga            |
| Karawa            | FZFS      |           | Flugplatz Karawa             |
| Kasaji            | FZSJ      |           | Flughafen Kasaji             |
| Kasenga           | FZQG      | KEC       | Flugplatz Kasenga            |
| Kasese            | FZOS      |           | Flughafen Kasese             |
| Kashia            | FZWI      |           | Flughafen Kashia             |
| Kashobwe          |           |           | Flughafen Kashobwe           |
| Kasongo           | FZOK      |           | Flugplatz Kasongo            |
| Katako'kombe      | FZVG      |           | Flughafen Katako'kombe       |
| Katale            | FZNB      |           | Flughafen Katale             |
| Katanda Rusthuru  | FZNK      |           | Flughafen Katanda Rusthuru   |
| Katende           | FZIK      |           | Flughafen Katende            |
| Katubwe           | FZUT      |           | Flughafen Katubwe            |
| Katwe             | FZQH      |           | Flugplatz Katwe              |
| Kempa             | FZBG      |           | Flugplatz Kempa              |
| Kempile           | FZBV      |           | Flugplatz Kempile            |
| Kenge             | FZCS      |           | Flughafen Kenge              |
| Kere Kere         | FZJR      |           | Flugplatz Kere Kere          |
| Kiapupe           | FZOF      |           | Flugplatz Kiapupe            |
| Kikongo Sur Wamba | FZCW      |           | Flughafen Kikongo Sur Wamba  |
| Kikwit            | FZCA      | KKW       | Flughafen Kikwit             |
| Kilomines         | FZKF      |           | Flughafen Kilomines          |
| Kilwa             |           | KIL       | Flughafen Kilwa              |
| Kimafu            | FZCX      |           | Flughafen Kimafu             |
| Kimano Ii         | FZMP      |           | Flugplatz Kimano Ii          |
| Kimbau            | FZDB      |           | Flugplatz Kimbau             |
| Kimpangu          | FZDU      |           | Flugplatz Kimpangu           |
| Kimpoko           | FZAE      |           | Flugplatz Kimpoko            |
| Kindu             | FZOA      | KND       | Flughafen Kindu              |
| Kinshasa          | FZAA      | FIH       | Flughafen Ndjili             |
| Kinshasa          | FZAB      | NLO       | Flughafen N’Dolo             |
| Kalima            | FZOD      | KLY       | Flughafen Kinkungwa          |
| Kipata Katika     | FZDK      |           | Flughafen Kipata Katika      |
| Kipushi           | FZWF      |           | Flughafen Kipushi            |
| Kiri              | FZBT      | KRZ       | Flughafen Basango Mboliasa   |
| Kisangani         | FZIC      | FKI       | Flughafen Kisangani-Bangoka  |
| Kisangani         | FZIA      |           | Flughafen Kisangani-Simisini |
| Kisantu           | FZAS      |           | Flughafen Inkisi             |
| Kisenge           | FZQP      |           | Flughafen Kisenge            |
| Kisengwa          | FZWR      |           | Flughafen Kisengwa           |
| Kitona            | FZAI      |           | Flughafen Kitona Base        |
| Kodoro            | FZER      |           | Flughafen Kodoro             |
| Kole              | FZVC      |           | Flughafen Kole Sur Lukenie   |
| Kolokoso          | FZDL      |           | Flughafen Kolokoso           |
| Kolwezi           | FZQM      | KWZ       | Flughafen Kolwezi            |
| Konde             | FZAU      |           | Flughafen Konde              |
| Kongolo           | FZRQ      | KOO       | Flughafen Kongolo            |
| Kotakoli          | FZFP      | KLI       | Flughafen Kotakoli           |
| Kutusongo         | FZVF      |           | Flughafen Kutusongo          |
| Kwilu-Ngongo      | FZAW      |           | Flughafen Kwilu-Ngongo       |
| Libenge           | FZFA      | LIE       | Flugplatz Libenge            |
| Lisala            | FZGA      | LIQ       | Flughafen Lisala             |
| Lodja             | FZVA      | LJA       | Flughafen Lodja              |
| Lokutu            | FZIZ      |           | Flughafen Lokutu             |
| Lombo             | FZFN      |           | Flughafen Lombo              |
| Lomela            | FZVE      |           | Flughafen Lomela             |
| Lubao             | FZWS      |           | Flughafen Lubao              |
| Lubero            | FZNF      |           | Flughafen Lubero             |
| Lubondai          | FZUE      |           | Flughafen Lubondai           |
| Lubudi            | FZQU      |           | Flughafen Lubudi             |
| Lubumbashi        | FZQA      | FBM       | Flughafen Lubumbashi         |
| Luebo             | FZUN      |           | Flughafen Luebo              |
| Luena             | FZTL      |           | Flughafen Luena              |
| Lugushwa          | FZPC      |           | Flughafen Lugushwa           |
| Luheki            | FZAX      |           | Flughafen Luheki             |
| Luiza             | FZUG      | LZA       | Flughafen Luiza              |
| Lukala            | FZAP      |           | Flughafen Lukala             |
| Lukombe-Batwa     | FZVK      |           | Flughafen Lukombe-Batwa      |
| Lulingu           | FZOG      |           | Flughafen Lulingu Tshionka   |
| Luniemu           | FZJN      |           | Flughafen Luniemu            |
| Luozi             | FZAL      | LZI       | Flughafen Luozi              |
| Lusambo           | FZVI      | LBO       | Flugplatz Lusambo            |
| Lusanga           | FZCE      | LUS       | Flughafen Lusanga            |
| Lusinga           | FZRL      |           | Flughafen Lusinga            |
| Lutshatsha        | FZUU      |           | Flughafen Lutshatsha         |
| Luvua             | FZRO      |           | Flughafen Luvua              |
| Mahagi            | FZKC      |           | Flughafen Mahagi             |
| Malanga           | FZDA      |           | Flughafen Malanga            |
| Malebo            | FZBN      |           | Flughafen Malebo             |
| Mambasa           |           |           | Flughafen Mambasa            |
| Manono            | FZRA      | MNO       | Flughafen Manono             |
| Masamuna          | FZDM      |           | Flughafen Masamuna           |
| Masi-Manimba      | FZCV      | MSM       | Flughafen Masi-Manimba       |
| Matadi            | FZSI      | MAT       | Flughafen Tshimpi            |
| Matari            | FZDT      |           | Flughafen Matari             |
| Mazelele          | FZDQ      |           | Flughafen Mazelele           |
| Mbandaka          | FZEA      | MDK       | Flughafen Mbandaka           |
| Mboi              | FZUI      |           | Flughafen Mboi               |
| Mbuji-Mayi        | FZWA      | MJM       | Flughafen Mbuji-Mayi         |
| Mentole           | FZEP      |           | Flughafen Mentole            |
| Missayi           | FZDY      |           | Flughafen Missayi            |
| Mitwaba           | FZQV      |           | Flughafen Mitwaba            |
| Moanza            | FZDO      |           | Flughafen Moanza             |
| Moba              | FZRB      | BDV       | Flughafen Moba               |
| Moga              | FZOH      |           | Flughafen Moga               |
| Mokaria-Yamoleka  | FZFH      |           | Flughafen Mokaria-Yamoleka   |
| Moma              | FZUH      |           | Flughafen Moma               |
| Mombongo          | FZFR      |           | Flughafen Mombongo           |
| Mondombe          | FZGG      |           | Flughafen Mondombe           |
| Monga             |           |           | Flugplatz Monga              |
| Mongbwalu         |           |           | Flughafen Mongbwalu          |
| Mongo Wa Kenda    | FZDN      |           | Flughafen Mongo Wa Kenda     |
| Monieka           | FZEB      |           | Flughafen Monieka            |
| Monkoto           | FZGX      |           | Flughafen Monkoto            |
| Mpaka             | FZFQ      |           | Flughafen Mpaka              |
| Muambi            | FZUJ      |           | Flughafen Muambi             |
| Muanda            | FZAG      | MNB       | Flughafen Muanda             |
| Mukedi            | FZDP      |           | Flughafen Mukedi             |
| Mukoy             | FZRC      |           | Flughafen Mukoy              |
| Mulungu           | FZMC      |           | Flughafen Mulungu            |
| Mulungwishi       | FZQD      |           | Flughafen Mulungwishi        |
| Munkamba          | FZWL      |           | Flughafen Munkamba           |
| Musese            | FZUO      |           | Flughafen Musese             |
| Mushie            | FZBJ      |           | Flughafen Mushie             |
| Mutena            | FZDJ      |           | Flughafen Mutena             |
| Mutoto            | FZUM      |           | Flughafen Mutoto             |
| Mutshatsha        | FZQN      |           | Flughafen Mutshatsha         |
| Mvula Sanda       | FZAY      |           | Flughafen Mvula Sanda        |
| Mwadingusha       | FZQJ      |           | Flughafen Mwadingusha        |
| Mweka             | FZVM      | MEW       | Flughafen Mweka              |
| Mwene-Ditu        | FZWE      |           | Flughafen Mwene-Ditu         |
| N'Kolo-Fuma       | FZAR      | NKL       | Flughafen N'Kolo-Fuma        |
| Nebobongo         |           |           | Flughafen Nebobongo          |
| Ngi               | FZDH      |           | Flughafen Ngi                |
| Ngumu             | FZES      |           | Flughafen Ngumu              |
| Nia Nia           |           |           | Flughafen Nia Nia            |
| Nioki             | FZBI      | NIO       | Flughafen Nioki              |
| Nsangi            | FZAF      |           | Flughafen Nsangi             |
| Nyanga            | FZDG      |           | Flughafen Nyanga             |
| Nyunzu            | FZRN      |           | Flughafen Nyunzu             |
| Nzamba            | FZDF      |           | Flughafen Nzamba             |
| Nzovu             | FZMD      |           | Flughafen Nzovu              |
| Obaye             | FZNQ      |           | Flughafen Obaye              |
| Obokote           | FZOJ      |           | Flughafen Obokote            |
| Oshwe             | FZBD      |           | Flughafen Oshwe              |
| Pepa              | FZRJ      |           | Flughafen Pepa               |
| Phibraki          | FZOT      |           | Flughafen Phibraki           |
| Pimu              |           |           | Flughafen Pimu               |
| Poko              |           |           | Flughafen Poko               |
| Popokabaka        | FZCP      |           | Flughafen Popokabaka         |
| Punia             | FZOP      | PUN       | Flughafen Punia              |
| Punia             | FZOQ      |           | Flughafen Punia-Basenge      |
| Pweto             | FZQC      | PWO       | Flughafen Pweto              |
| Rutshuru          | FZNC      |           | Flughafen Rutshuru           |
| Rwindi            | FZNR      |           | Flughafen Rwindi             |
| Sandoa            | FZSD      |           | Flughafen Sandoa             |
| Saulia            | FZOR      |           | Flughafen Saulia             |
| Semendua          | FZBS      |           | Flughafen Semendua           |
| Shabunda          | FZMW      |           | Flughafen Shabunda           |
| Shongamba         | FZVH      |           | Flughafen Shongamba          |
| Sominka           | FZRG      |           | Flughafen Sominka            |
| Songa             | FZSC      |           | Flughafen Songa              |
| Tandala           | FZFT      |           | Flughafen Tandala            |
| Tingi-Tingi       | FZOB      |           | Flughafen Tingi-Tingi        |
| Tono              | FZDE      |           | Flughafen Tono               |
| Tshela            | FZAH      |           | Flughafen Tshela             |
| Tshibala          | FZUR      |           | Flughafen Tshibala           |
| Tshikaji          | FZUS      |           | Flughafen Tshikaji           |
| Tshikapa          | FZUK      | TSH       | Flughafen Tshikapa           |
| Tshimpumpu        |           |           | Flughafen Tshimpumpu         |
| Tshumbe           | FZVJ      |           | Flughafen Tshumbe            |
| Vanga             | FZCD      |           | Flughafen Vanga              |
| Wamba Luadi       | FZDD      |           | Flughafen Wamba Luadi        |
| Wasolo            | FZVL      |           | Flughafen Wasolo             |
| Watsa             | FZJI      |           | Flughafen Watsa              |
| Wema              | FZGH      |           | Flughafen Wema               |
| Wembo-Nyama       | FZVN      |           | Flughafen Wembo-Nyama        |
| Yakoma            |           |           | Flughafen Yakoma             |
| Yalingimba        | FZGI      |           | Flughafen Yalingimba         |
| Yangambi          | FZIR      | YAN       | Flughafen Yangambi           |
| Yasa Bongo        | FZDS      |           | Flughafen Yasa Bongo         |
| Yedi              | FZKI      |           | Flughafen Yedi               |
| Yembe Moke        | FZEM      |           | Flughafen Yembe Moke         |
| Yemo              | FZGY      |           | Flughafen Yemo               |
| Yuki              | FZCY      |           | Flughafen Yuki               |
| Zaniwe            |           |           | Flughafen Zaniwe             |
| Zongo             | FZAD      |           | Flughafen Celo-Zongo         |